# Sport cinofili

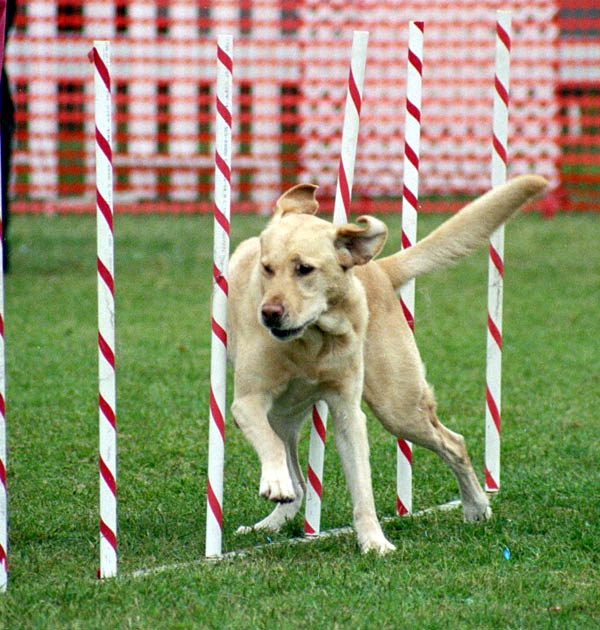
Lo slalom di un Labrador durante una prova di agility

Gli sport cinofili nascono come prove di selezione di razza, ossia programmi per testare le qualità e il patrimonio genetico del cane ai fini dell'allevamento e della riproduzione. Oggi, pur mantenendo questa loro funzione fondamentale, stanno diventando sempre più il modo per approfondire e migliorare il rapporto col proprio cane; tuttavia, proprio per la funzione selettiva, ENCI rende praticabili le discipline, nelle classi di gara più alte (le classi di accesso di quasi tutte le discipline sono aperte a tutti i cani), solo ai cani dotati di pedigree, ovvero iscritti al L.O.I.. Unica eccezione è l'agility, specialità in cui possono concorrere indistintamente sia i cani di razza che i meticci.
In Italia il settore della Cinofilia e quindi anche le discipline sportive cinofile è organizzato e promosso oltre che dall'ENCI, dallo CSEN (Centro Sportivo Educativo Nazionale, ente di promozione sportiva riconosciuto CONI), dall'ACSI (Associazione Centri Sportivi Italiani, ente di promozione sportiva riconosciuto dal CONI), dalla Federazione Italiana Sport Cinofili (Riconosciuta dall'IFCS), dall'Associazione WORKCSAA e dalla AISC (Associazione Italiana Sport Cinofili). Queste associazioni ammettono ai loro concorsi i cani di razza e non.
È possibile rimanere aggiornati su notizie cinofile legate agli sport cinofili leggendo anche blog di settore.
Elenco sport cinofili:
- Agility dog
- Canicross
- Cittadino a 4 Zampe
- Corsa con i cani da slitta
- Coursing
- Disc dog
- Dog balance
- Dog dance
- Dog trekking
- Dog Triathlon
- Flyball
- Mantrailing
- Mondioring
- Obedience
- Prove di Utilità e Difesa (IGP - Internationale Gebrauchshunde Prüfungsordnung)
- Paragility
- Rally-obedience
- Sheep dog
- Sport Acquatici
- Nosework Scent Detection (NSD)
- Ricerca Sportiva in superficie
- Ricerca Sportiva su macerie
- Hoopers